# Teatro Fenaroli
Il teatro "Fedele Fenaroli" è un teatro d'opera di Lanciano, teatro principale della città. È dedicato al compositore lancianese Fedele Fenaroli.

## Storia
Il teatro in origine era una chiesa dei Padri Scolopi dedicata a San Giuseppe Calasanzio, fondata nel XVII secolo per volere di Giovanni Francrsco Valsecca. 
Come riferisce Corrado Marciani, Lanciano era dotata di alcuni fondaci nel centro storico adibiti a sale spettacoli, ma un teatro vero e proprio non esisteva, e malgrado la raccolta di fondi da parte del Municipio, l'idea fu concepita assai tardi, con progetti iniziati sin dall'inizio dell'Ottocento

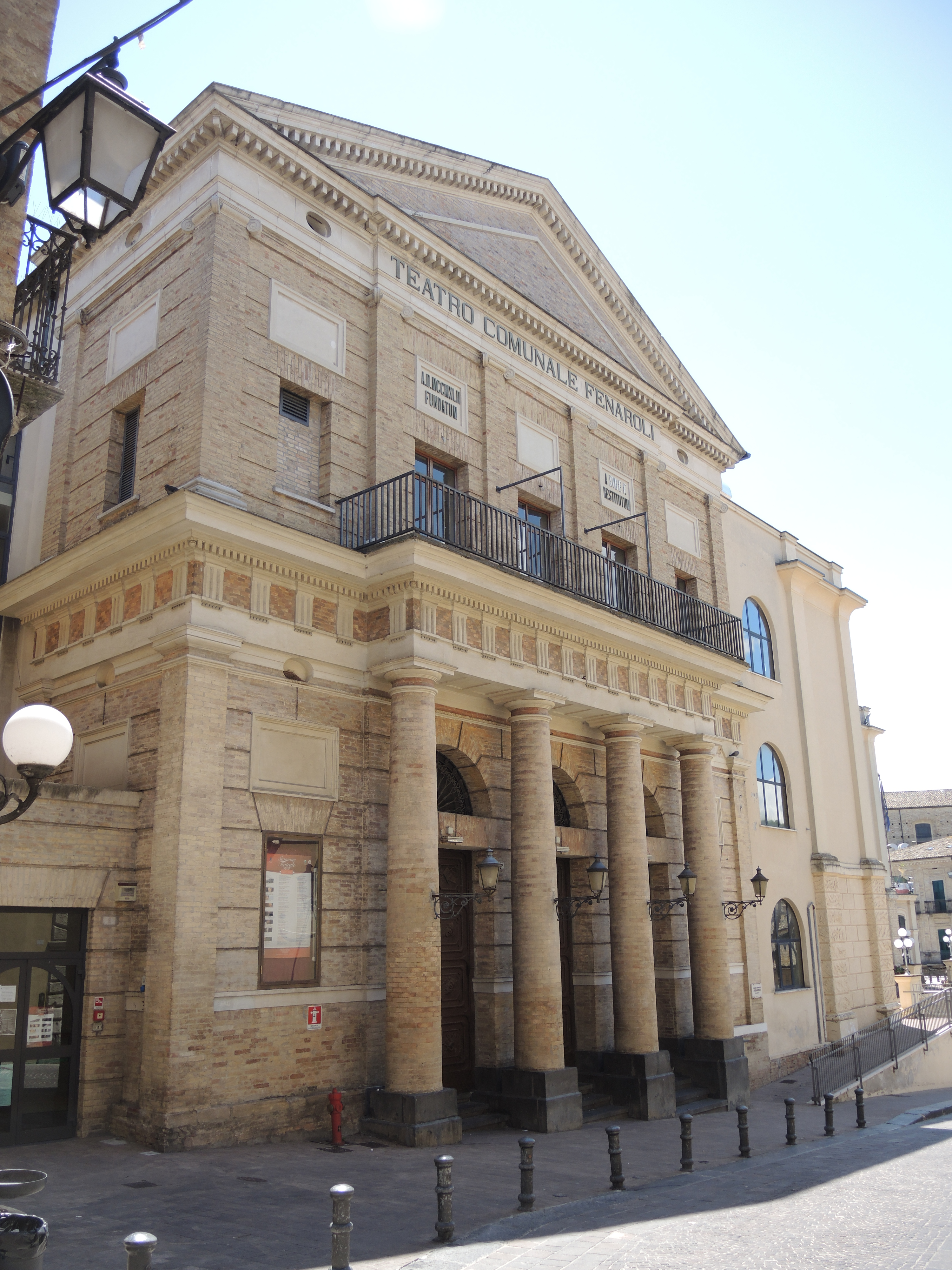
Facciata, vista da via dei Frentani

Intorno al 1830 si cominciò a desiderare la costruzione di un teatro che potesse competere con il Marrucino di Chieti. La Deputazione Curionale dette l'appalto all'ebanista Taddeo Salvini di Orsogna, il quale nel 1819 realizzò  il teatro San Ferdinando  poi "Gabriele  Rossetti" a Vasto, per la costruzione di un teatro alla maniera del teatro di Taranto e di Penne. Inizialmente  doveva  essere intitolato  a Maria Carolina, moglie di re Ferdinando  II. 
L'opera consistette nella demolizione della chiesa di San Giuseppe e nell'edificazione della struttura, legandosi al palazzo municipale che si affaccia sulla piazza Plebiscito. Per il nome si propose in seguito "San Francesco" in onore del figlio di Ferdinando II Francesco delle Due Sicilie, (per cui era stata avanzata anche l'ipotesi di chiamare così il teatro di Chieti, che sino al 1861 sarà noto come teatro "San Ferdinando"), ma alla fine del 1860 si decise per l'intitolazione al compositore locale Fedele Fenaroli, morto il secolo scorso, prima dei lavori.
Il teatro fu inaugurato nel 1841 con un'opera buffa: La dama e lo zoccolaio di Vincenzo Fioravanti,  malgrado la facciata incompiuta. Il teatro contava di 44 palchi per un totale di circa 440 posti. Nel 1868 il teatro fu restaurato dal lancianese Filippo Sargiacomo e dotato di una sala convegni (la Casa di Conversazione municipale) e di una seconda sala, l'attuale Sala Mazzini dell'ex cinema, legata al palazzo del comune. Il teatro fu ingrandito e restaurato negli anni '30 dal governo fascista, che fece rifare completamente la facciata di Taddeo Salvini, costruendo quattro poderose colonne doriche, abbellendo l'architrave con l'iscrizione latina e la dedica a Fedele Fenaroli, e i bassorilievi dei fasci littori. L'opera si concluse, come recita la data in numeri romani, nel 1938. Durante la seconda  guerra mondiale subì danni a causa dei cannoneggiamenti della contraerea tedesca, nel 1943, e nel 1944 subì un bombardamento. 
Il teatro nel corso del Novecento ha ospitato rappresentazioni e concerti di diverse personalità cittadine, quali Francesco Masciangelo, Eduardo Di Loreto,  Cesare Fagiani, Alfredo Bontempi, Cesare De Titta, Modesto  Della Porta, Giulio Sigismondi.
Negli anni Sessanta il teatro fu ridotto  a cinematografo e cadde in decadenza e abbandono, crollò il soffitto, fu chiuso  diversi anni, e fu restaurato negli anni Novanta, grazie all'interessamento dell'Associazione "Fedele Fenaroli", con sede alle Torri Montanare. Per l'occasione fu ampliata la parte retrostante  dell'edificio, adibita a sala macchine e camerini.
Nel 2014 presso il "Ridotto" del teatro è stato inaugurato il foyer "Alfredo Cohen".
Nel 2016 sono stati rimossi dalla facciata dei fasci littori che erano stati inseriti nella facciata nel 1939 al termine del completamento in stole razionalista
Essi erano stati rimossi nel 1943 durante la guerra, e ripristinati nel restauro del 1996 durante l'amministrazione Nicola Fosco.

## Descrizione
Il teatro d'opera è a pianta quadrangolare irregolare, con bastioni sulla parte posteriore, che danno a strapiombo sul vallone del Ponte Diocleziano. Tali bastioni furono progettati da Filippo Sargiacomo per consolidare l'opera, assieme all'arco centrale che trapassa il teatro e il palazzo comunale. La facciata è rialzata in contrapposizione al dislivello della salita della via dei Frentani, ed è decorata in stile fascista. L'ingresso è preceduto da un ordine di quattro colonne a capitello dorico, che sorreggono la balaustra centrale. Essa è sormontata da cinque finestre sovrastate da cinque placche rettangolari in rilievo, delle quali le tre centrali decorate da iscrizioni latine, e quella centrale con in rilievo i fasci littori. Proseguendo verso l'alto c'è la scritta del teatro, e l'architrave classica a spioventi. Sul settore di destra c'è il palazzo comunale in stile umbertino, mentre il retro del teatro in stile moderno, completamente diverso dalla forma classica, essendo stato ampliato nel Novecento per le stanze dei depositi, e dei camerini. Si affaccia a strapiombo sul vallone di Pozzo Paiaro, oggi recuperato con il parco del Diocleziano.
L'interno del teatro è costituito nella tipica maniera di un teatro all'italiana, con la sala di corte rettangolare, terminante, verso il palco, a ferro di cavallo. Non vi sono gradinate per la costruzione dei palchi, suddivisi in quattro settori, compresa la piccionaia. Le fasce che separano un settore dall'altro sono finemente decorate da fronzoli in stile tardo-barocco, con mascheroni e figure antropomorfe sui lati che separano un settore dall'altro, presso i palchi.